# Max Immelen

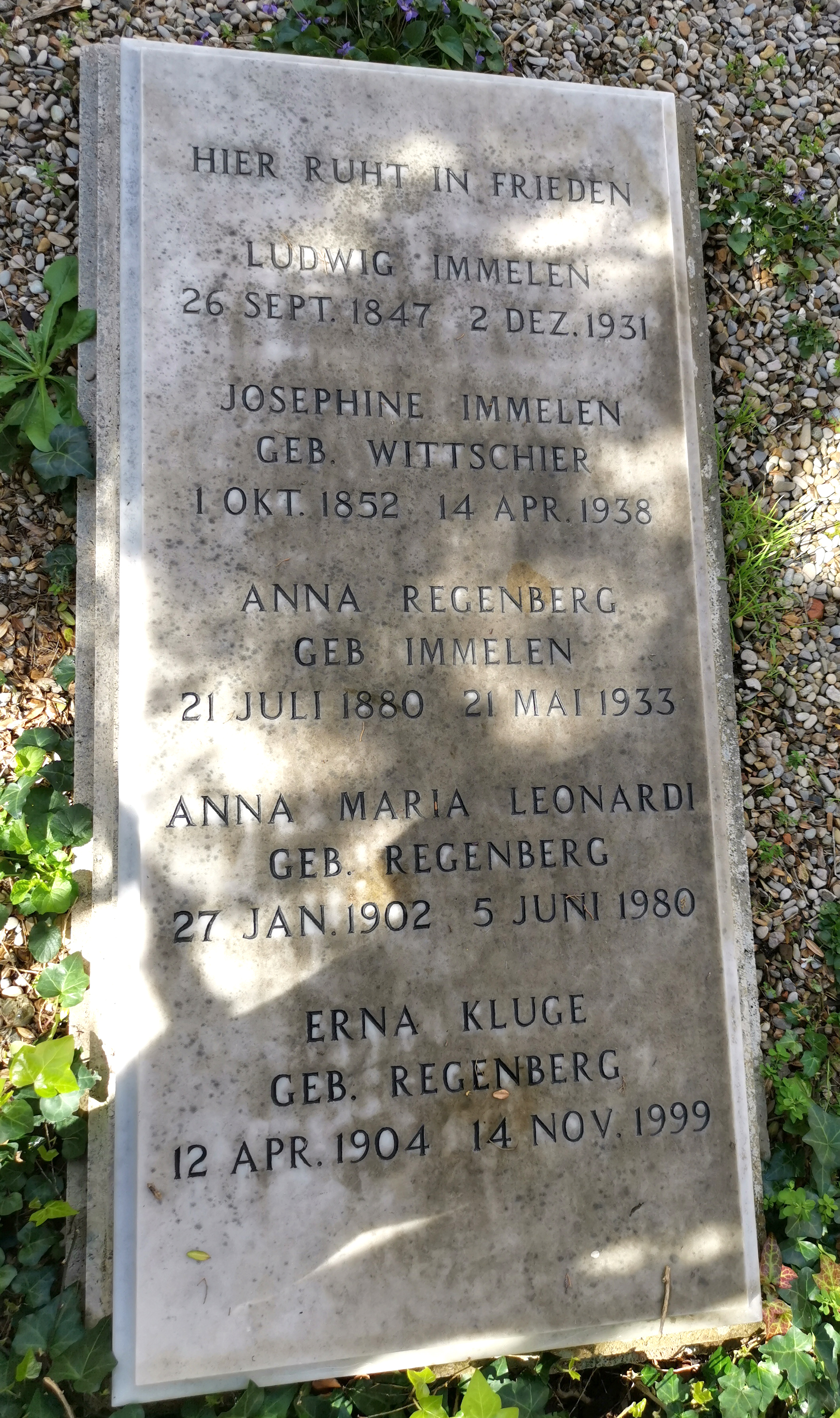
Grab der Eltern auf dem Campo Santo Teutonico, Rom

Max Immelen (* 8. März 1883 in Rom; † 18. Dezember 1956 ebendort) war ein deutscher Diplomat.

## Leben und Tätigkeit

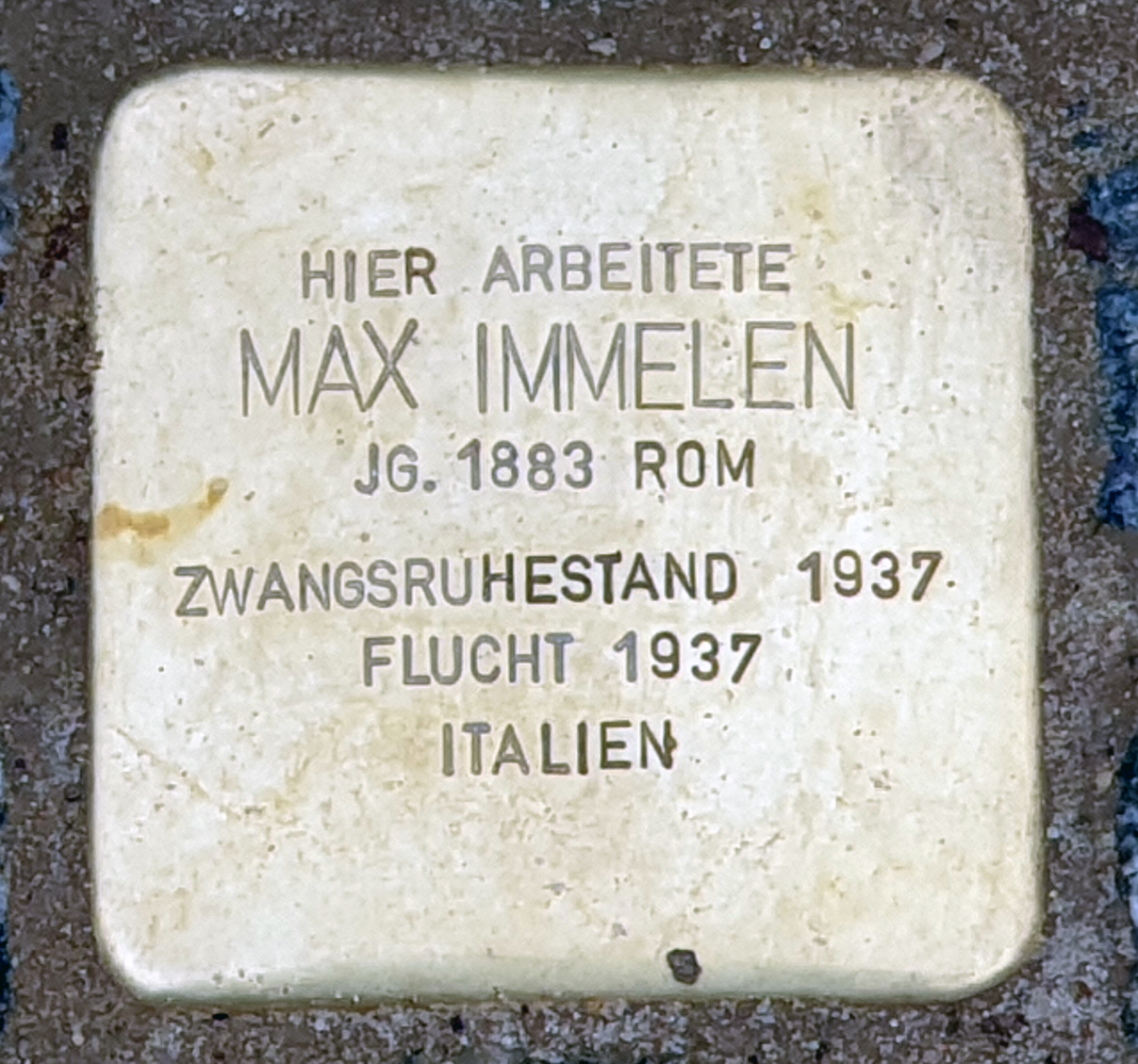
Stolperstein am Haus, Wilhelmstraße 92, in Berlin-Mitte

Max Immelen war ein Sohn des Kaufmanns Ludwig Immelen und dessen Ehefrau Josephine, geb. Wittschier. Nach dem Schulbesuch absolvierte er eine kaufmännische Ausbildung. Bis 1913 war er Vertreter eines deutschen elektrotechnischen Unternehmens in Italien.
Von 1913 bis 1914 war Immelen Direktor der Saalicker Werkstätten GmbH in Berlin. Von 1914 bis 1917 nahm er am Ersten Weltkrieg teil, zuletzt als Mitarbeiter in einem Sanitätsamt. 1918 wechselte er in den auswärtigen Dienst, wobei er in der Handelspolitischen Abteilung des Auswärtigen Amtes beschäftigt wurde.
1921 wurde Immelen zum deutschen Konsul in Mailand ernannt. Von 1921 bis 1923 war er Leiter des Wirtschaftskonsulats Palermo und Mitarbeiter im Italien-Referat des Auswärtigen Amtes. Von 1923 bis 1925 hatte er den Posten des deutschen Konsuls in Innsbruck inne. Während dieser Zeit wurde er 1924 im Auswärtigen Dienst in den Rang eines Generalkonsuls befördert. Von 1925 bis 1929 wurde er dann als Gesandtschaftsrat bei der deutschen Gesandtschaft in Athen verwendet.
Von 1931 bis 1938 amtierte Immelen als deutscher Konsul in Neapel. 1937 wurde er formal in den einstweiligen Ruhestand versetzt und 1942 dauerhaft in den Ruhestand versetzt.
Immelen war Mitglied des elitären Deutschen Herrenklubs in Berlin.
1953 erhielt Immelen gemäß Wiedergutmachungsbescheid die Amtsbezeichnung eines Generalkonsuls I. Klasse a. D. zugesprochen.
Am 5. November 2021 wurde vor dem ehemaligen deutschen Außenministerium, Berlin-Mitte, Wilhelmstraße 92, ein Stolperstein für ihn verlegt.